# Louis Richard (missionnaire)
Pour les articles homonymes, voir Richard et Louis Richard (homonymie).
Le père Louis Toussaint Richard, né le 20 février 1846 à Vritz et mort assassiné le 21 décembre 1881 près de Ghadames, est un missionnaire français, membre de la société des Pères blancs.

## Biographie
Le cardinal Lavigerie, après le meurtre des Pères Bouchand, Ménoret et Paulmier, tués par leurs guides en 1876 dans le Sahara, décide d'y envoyer de nouveaux missionnaires en empruntant la route à l'Est du Hoggar, censée être moins dangereuse. 
Ainsi, en 1880, parti de Ghadamès avec un compagnon, le père Kermabon, Richard parcourt le pays des Azdjer et sans difficulté, atteint l'oued Tikkamalt. Après cinquante-six jours de voyage, les deux hommes regagnent Ghadamès par le lac Menghough et Timassinin et rapportent de nombreux renseignements politiques et géographiques. 
Richard, pensant avoir lié une grande amitié avec les Touaregs, décide alors de fonder une mission à Ghat (Libye). Excellent cavalier, médecin réputé, parlant l'arabe et habillé en burnous, il part confiant, en décembre 1881, avec deux nouveaux compagnons, les pères Gaspard Morat et Alexis Pouplard, par la route du Sud. Ils sont rapidement assassinés dans des circonstances restées mystérieuses à quelques kilomètres de Ghadamès. Leurs restes ne seront découverts qu'en 1893 par Fernand Foureau.

## Travaux
- Journal des routes du P. Richard des Pères Blancs chez les Touareg Ajjer (1880), Travaux de l'institut de Recherches Sahariennes, 1948, p. 3-5